# 六門天外
《六門天外》（日语：六門天外モンコレナイト）是由2000年1月10日到12月25日期間於東京電視網上播出，由赤堀悟創作的搞笑電視動畫，共51集。取材自Group SNE及富士見書房的集換式卡牌遊戲《Monster Collection》，但由於與原作遊戲有一定差距，故曾另外發行一款卡牌遊戲。香港無綫電視翡翠台於2002年3月13日首播本作。

## 故事簡介
在研究存在着怪獸的異次元世界「六門世界」，及當中存在的「怪獸精靈之寶」的科學家柊一郎兵衞，成功研發可連繫人間界及六門世界的極速飛快龍。他的女兒柊六奈，與同樣相信六門世界存在的同班同學大矢門斗一同開始在六門世界的冒險旅程。但同時，希望征服六門世界的高力信伯爵一行人亦成功研究出通往該處的方法，並企圖破壞該處安寧。
門斗與六奈組成了怪獸精靈武士，聯同六門世界的怪獸合力驅趕高力信伯爵，並以兩個世界的友好作目標。

## 登場角色

### 主要角色
- 大矢門斗（大矢 門斗）　配音員：サエキトモ（日本），黃鳳英（香港），陶敏嫻（台灣）

故事主角，一直深被六門世界吸引，並希望與怪獸做朋友，帶着前方紅後方黑並蓬亂的髮型。以伸縮棍作武器，並擁有與怪獸同化的能力。六奈的父親常誤稱作「大史門斗」，漫畫版則常被六奈的父親照字面叫成「鑽石」同學（「ダイヤモンド」くん）。討厭吃紅蘿蔔，並害怕幽靈鬼怪。雖然與六奈相戀但仍經常挑逗其他女生，所以經常受六奈教訓。
- 柊六奈（柊 六奈）　配音員：堀江由衣（日本），鄭麗麗（香港），謝佼娟（台灣）

故事女主角，受父親柊一郎兵衞牽連而進入六門世界。綠色頭髮，前後各有一束呆毛。以藝術體操的絲帶作武器。與門斗相戀，絕不允許門斗有花心表現。擁有與怪獸同化的能力，並有通靈體質。雖然如此，但因其現實主義性格，故並不在意幽靈鬼怪。喜歡氣味重的食物。弱點是吸血鬼，討厭的動物則是青蛙。因父親沉迷研究六門世界而感到寂寞。
- 柊一郎兵衞（柊 一郎兵衛）　配音員：千葉繁（日本），潘文柏（香港），陳幼文（台灣）

六奈的父親，是科學家，「柊多重世界研究所」的所長。發明多重世界移動飛船「極速飛快龍」前往六門世界，並使用「小雞探知機」探測週邊的怪獸。高力信伯爵曾經是他的同窗，但一直與他交惡。妻子因他沉迷六門世界的研究而離家出走。看似承認門斗和六奈之間的關係。
- 拜拜　配音員：水谷優子（日本），袁淑珍（香港）

一隻小愛鼠，由六奈領養。六奈向牠道別時牠以為「拜拜」是牠的名字，故取此名。擁有散播幸福的能力。
- 巴芝芝（パンチパンチ）　配音員：山本麻里安（日本），陳凱婷（香港）

門斗衆人與拜拜的原主人重聚時遇上的小猴型怪獸。大量同品種怪獸同時攻擊下可傷害對手。
- 極稀笠子（極稀 並子）　配音員：水谷優子（日本），袁淑珍（香港），姚敏敏（台灣）

門斗和六奈的班主任，自稱29年來從未談過戀愛。偶然下與門斗一行人一同進入了六門世界，並視高力信伯爵為「玫瑰王子」。貍貓探知機曾錯誤識別她為怪獸，她的咭牌亦因此被探知機製造出來。曾經在偶然捲入六門世界期間協助門斗和六奈作戰。

### 高力信伯爵一行人
- 高力信伯爵（コレクション伯爵） 　配音員：井上和彥（日本），馮錦堂（香港），劉傑（台灣）

全名是路德威‧畢士度‧芳‧米修旦‧高力信，德國科學家。曾經與柊一郎兵衞於同一研究所研究六門世界，後因二人交惡而離去。希望利用六門世界的怪獸征服世界，但總被怪獸精靈武士阻止。
他的管家竹中忠佐衞門希望他能成為一個日本男兒，但他本人並不喜歡。興趣是管理玫瑰園和製作香水。當高力信伯爵被怪獸精靈武士阻止行動失敗後，往往會被竹中忠左衞門要求進行日本男兒式鍛鍊以示懲戒。
擁有名為「獅子號」的多重世界移動飛船。其頭部可從船體分離並與怪獸合體。此外亦製造了貍貓探知機作偵測怪獸之用。在飛船出發時高力信會讀出來自觀衆的明信片。最終戰裡選擇帶領一行人和怪獸精靈武士合作作戰。
- 白芝　配音員：冰上恭子（日本），盧素娟（香港），姚敏敏（台灣）

高力信伯爵的手下，操關西口音的少女，貧乳。喜愛羊羹，亦喜愛蘋果、桃等可食用果實的花朵。雖然是高力信的手下，但當憤怒時她會對高力信使用暴力。
- 古歌　配音員：今井由香（日本），曾秀清（香港），陶敏嫻（台灣）

高力信伯爵的手下，性格平和的少女。戴眼鏡，語速平淡，爆乳。即使高力信及白芝因被攻擊或受罰而受傷，古歌一直都毫髮無損。
- 竹中忠左衞門（竹中 忠左衛門）　配音員：上田祐司（日本），源家祥（香港），官志宏（台灣）

高力信伯爵的管家。為鍛煉高力信成為雄壯的日本男兒而努力。自稱廚藝高超但成品大多數不像食物。
- 力寶娜加（レプラコーン）　配音員：山本麻里安（日本），林元春（香港）

六門世界裏居住的精靈，於第27集登場，遇上古歌後成為主要角色。經常詢問古歌「甚麼？」。

### 六門世界
- 初心　配音員：金井美香（日本），沈小蘭（香港），姚敏敏（台灣）

在六門世界居住的少女。正在學習召喚怪獸的魔法，但仍不能純熟運用。
- 盧古　配音員：小林由美子（日本），梁少霞（香港），謝佼娟（台灣）

與初心一樣居住在六門世界的少年。正在學習召喚怪獸的魔法，能力比初心高很多，能召喚四級怪獸。召喚更高級的怪獸時會出現無法操控怪獸的情況。
喜歡初心，看見她時會臉紅，並且無法發揮其魔法實力。
- 花園歌姬（花園の歌姫）　配音員：嘉數由美（日本），劉惠雲（香港）

門斗十分喜歡的精靈族公主，擁有控制風的能力。
- 黑翼天使渣哈（黒い翼の天使ザッハ）　配音員：三木眞一郎（日本），陳卓智（香港）

黑翼的墮落天使，受利達的引誘成為惡魔。但在和怪獸精靈武士的戰鬥，舒兒和波浪天使勸說後改邪歸正。
- 露迪　配音員：矢部雅史（日本），蔡惠萍（香港）

小惡魔，渣哈的同伴。仰慕着渣哈。
- 赤色死亡天使利達（赤き死の天使レダ）　配音員：子安武人（日本），梁偉德（香港）

戴着紅色面具、有着紅色翅膀的無性別墮落天使。溫柔的表情背後卻是個會隨意捨棄同伴—渣哈的人。
- 彩虹紡織天使舒兒（虹を紡ぐ天使シエル）　配音員：百百麻子（日本），劉惠雲（香港）

渣哈的未婚妻。領導一衆天使面對最終決戰。

## 工作人員
- 原案 - 安田均/Group SNE
- 原作 - 赤堀悟+長谷川勝己
- 漫畫・角色原案 - 西川秀明（富士見書房 月刊Dragon Junior）
- 導演 - 青木康直
- 劇本統括 - 赤堀悟
- 編劇統籌 - 長谷川勝己
- 角色設計 - 中嶋敦子
- 機械設計 - 青木智由紀
- 物件設計 - 山形厚史
- 美術設計 - 宮崎真一
- 美術指導 - 阿久津美千代、永吉幸樹
- 色彩設計 - もちだたけし
- 攝影指導 - 沖野雅英
- 編輯 - 坂本雅紀
- 音樂 - 坂本洋
- 音效指導 - 田中一也
- 製片 - 東不可止、池田慎一、野口和紀
- 製作 - 東京電視台、讀賣廣告社、Studio Deen

## 主題曲

### 片頭曲
「Just Fly Away」（第1集 - 第26集）
作詞・作曲・主唱 - 米倉千尋 / 編曲 - 勝又隆一
最終回（第51話）作片尾曲使用。
「Return to myself」（第27集 - 第51集）
作詞・作曲・主唱 - 米倉千尋 / 編曲 - 勝又隆一

### 片尾曲
「Sweet True Love」（第1集 - 第26集）
作詞・主唱 - 米倉千尋 / 作曲・編曲 - MASAKI
「サンバ da バッチグー」（第27集 - 第50集）
作詞 - 森林檎 / 作曲・編曲 - 坂本洋 / 主唱 - バッチィ&グーコ

## 各集列表
| 集數 | 日文標題 | 中文翻譯標題           | 腳本                | 分鏡     | 演出       | 作畫指導 | 讀出標題 角色   | 日本首播       |
| ---- | -------- | ---------------------- | ------------------- | -------- | ---------- | -------- | --------------- | -------------- |
| 1    |          | 飛進六門世界           | 赤堀悟              | 青木康直 | 吉田俊司   | 中嶋敦子 | 大矢門斗        | 2000年 1月10日 |
| 2    |          | 小愛鼠拜拜             | 長谷川勝己          | 須永司   | 佐藤照雄   | 門智昭   | 柊六奈          | 1月17日        |
| 3    |          | 與森林巨人激鬥         | 玉井豪              | 遠藤徹哉 | 清水明     | 中嶋忠二 | 大矢門斗        | 1月24日        |
| 4    |          | 人魚的魔法             | 山田美穗子          | 須永司   | 中村憲由   | 長森佳容 | 柊六奈          | 1月31日        |
| 5    |          | 戀情初開的少女         | 長谷川勝己          | 遠藤徹哉 | 吉田俊司   | 齊藤哲人 | 大矢門斗        | 2月7日         |
| 6    |          | 飛天比賽               | 川崎裕之            | 須永司   | 佐藤照雄   | 數井浩子 | 大矢門斗        | 2月14日        |
| 7    |          | 他是豬力信？           | 玉井豪              | 高本宣弘 | 吉村章     | 波風立流 | 高力信          | 2月21日        |
| 8    |          | 召喚術師初心           | 長谷川勝己          | 福島宏之 | 松村亞澄   | 門智昭   | 柊六奈          | 2月28日        |
| 9    |          | 拜拜也很努力           | 山田美穗子          | 福島宏之 | 清水明     | 中嶋忠二 | 柊六奈          | 3月6日         |
| 10   |          | 再見了，我的朋友       | 川崎裕之            | 中村憲由 | 中村憲由   | 長森佳容 | 高力信          | 3月13日        |
| 11   |          | 掘着、迷路、跌倒了     | 矢成ミユキ          | 須永司   | 吉田俊司   | 數井浩子 | 高力信          | 3月20日        |
| 12   |          | 展露笑容吧             | 玉井豪              | 須永司   | 吉村章     | 門智昭   | 大矢門斗        | 3月27日        |
| 13   |          | 驚奇大冒險             | 川崎裕之            | 福島宏之 | 磨積良亞澄 | 波風立流 | 極稀並子        | 4月3日         |
| 14   |          | 喜歡熱的國王           | 山田美穗子          | 西村純二 | 吉田俊司   | 中嶋忠二 | 柊六奈          | 4月10日        |
| 15   |          | 巨龍，向夜空怒吼       | 玉井豪              | 福島宏之 | 佐藤照雄   | 齊藤哲人 | 一郎兵衞        | 4月17日        |
| 16   |          | 內有乾坤的沙漠         | 長谷川勝己          | 福島宏之 | 吉村章     | 數井浩子 | 柊六奈          | 4月24日        |
| 17   |          | 正義必勝，怪獸精靈武士 | 長谷川勝己          | 須永司   | 佐藤照雄   | 齊藤哲人 | 大矢門斗        | 5月1日         |
| 18   |          | 巴芝芝的勝利           | 山田美穗子          | 福島宏之 | 中村憲由   | 長森佳容 | 柊六奈          | 5月8日         |
| 19   |          | 我的弟弟健太           | 川崎裕之 矢成ミユキ | 西村純二 | 清水明     | 門智昭   | 柊六奈          | 5月15日        |
| 20   |          | 黑暗中飛舞的黑色翅膀   | 玉井豪              | 福島宏之 | 磨積良亞澄 | 波風立流 | 渣哈            | 5月22日        |
| 21   |          | 空中都市大決戰         | 長谷川勝己          | 須永司   | 吉田俊司   | 中嶋忠二 | 大矢門斗        | 5月29日        |
| 22   |          | 大凶、大厄、大不幸     | 川崎裕之            | 西村純二 | 吉村章     | 數井浩子 | 高力信          | 6月5日         |
| 23   |          | 六月新娘，我愛你       | 山田美穗子          | 佐藤照雄 | 佐藤照雄   | 齊藤哲人 | 極稀並子        | 6月12日        |
| 24   |          | 刺激萬分的愛之料理     | 矢成ミユキ          | 中村憲由 | 中村憲由   | 長森佳容 | 柊六奈          | 6月19日        |
| 25   |          | 百看不膩的笑容         | 玉井豪              | 須永司   | 清水明     | 門智昭   | 大矢門斗        | 6月26日        |
| 26   |          | 穿越黑暗的彩虹         | 玉井豪              | 須永司   | 磨積良亞澄 | 波風立流 | 渣哈            | 7月3日         |
| 27   |          | 古歌遇上力寶娜加       | 赤堀悟              | 西村純二 | 吉田俊司   | 中嶋忠二 | 古歌            | 7月10日        |
| 28   |          | 乘風破浪               | 田中哲生            | 中村憲由 | 中村憲由   | 長森佳容 | 柊六奈          | 7月17日        |
| 29   |          | 歡迎來臨六門學園       | 長谷川勝己          | 須永司   | 吉村章     | 齊藤哲人 | 初心            | 7月24日        |
| 30   |          | 怪獸精靈武士與魔法修行 | 玉井豪              | 須永司   | 須永司     | 門智昭   | 大矢門斗        | 7月31日        |
| 31   |          | 海中城堡的人魚公主     | 山田美穗子          | 佐藤照雄 | 佐藤照雄   | 波風立流 | 大矢門斗        | 8月7日         |
| 32   |          | 蜥蜴房間大作戰         | 矢成ミユキ          | 西村純二 | 磨積良亞澄 | 中嶋忠二 | 高力信          | 8月14日        |
| 33   |          | 恐怖別墅的吸血鬼       | 田中哲生            | 須永司   | 中村憲由   | 長森佳容 | 高力信          | 8月21日        |
| 34   |          | 拜拜變大了？           | 山田美穗子          | 西村純二 | 吉田俊司   | 齊藤哲人 | 柊六奈          | 8月28日        |
| 35   |          | 滿身肌肉的最強勇者     | 長谷川勝己          | 須永司   | 吉村章     | 數井浩子 | 高力信          | 9月4日         |
| 36   |          | 巨人間的對決           | 玉井豪              | 西村純二 | 清水明     | 門智昭   | 大矢門斗        | 9月11日        |
| 37   |          | 華爾居利亞少女兵成立   | 渡邊誓子            | 須永司   | 佐藤照雄   | 波風立流 | 華爾居利亞      | 9月18日        |
| 38   |          | 森林仙子奇遇記         | 長谷川勝己          | 須永司   | 吉田俊司   | 中嶋忠二 | 柊六奈          | 9月25日        |
| 39   |          | 巨浪上的大戰           | 玉井豪              | 西村純二 | 中村憲由   | 長森佳容 | 大矢門斗        | 10月2日        |
| 40   |          | 心裏最大的激動         | 玉井豪              | 須永司   | 清水明     | 齊藤哲人 | 旁白            | 10月9日        |
| 41   |          | 盧古的愛情大作戰       | 渡邊誓子            | 須永司   | 吉村章     | 數井浩子 | 柊六奈          | 10月16日       |
| 42   |          | 一郎兵衞激戰高力信     | 田中哲生            | 佐藤照雄 | 佐藤照雄   | 波風立流 | 一郎兵衞 高力信 | 10月23日       |
| 43   |          | 打掃精靈娸娸慕娜       | 山田美穗子          | 西村純二 | 吉田俊司   | 門智昭   | 柊六奈          | 10月30日       |
| 44   |          | 走失了的貍貓探知機     | 矢成ミユキ          | 須永司   | 清水明     | 中嶋忠二 | 高力信          | 11月6日        |
| 45   |          | 混亂的大冒險           | 玉井豪              | 西村純二 | 中村憲由   | 長森佳容 | 極稀並子        | 11月13日       |
| 46   |          | 爆熱火焰龍             | 玉井☆豪             | 齊藤哲人 | 吉田俊司   | 齊藤哲人 | 大矢門斗        | 11月20日       |
| 47   |          | 終極爆烈火焰龍誕生     | 長谷川勝己          | 佐藤照雄 | 佐藤照雄   | 數井浩子 | 大矢門斗        | 11月27日       |
| 48   |          | 決戰！赤之死亡陷阱     | 玉井☆豪             | 西村純二 | 吉村章     | 波風立流 | 大矢門斗        | 12月4日        |
| 49   |          | 齊集六個怪獸精靈之寶   | 玉井☆豪             | 須永司   | 清水明     | 門智昭   | 大矢門斗        | 12月11日       |
| 50   |          | 消失的六門世界         | 長谷川勝己          | 齊藤哲人 | 吉田俊司   | 齊藤哲人 | 大矢門斗        | 12月18日       |
| 51   |          | 無比閃耀的鑽石         | 長谷川勝己          | 西村純二 | 佐藤照雄   | 數井浩子 | 大矢門斗        | 12月25日       |

## 電影版
『劇場版 六門天外〜傳說的火焰龍〜』（日语：劇場版 六門天外モンコレナイト〜伝説のファイアドラゴン〜）於2000年7月15日首映。

### 工作人員
- 導演 - 青木康直
- 製片 - 水野丈一、河野聰、野口和紀
- 原案 - 安田均、Group SNE
- 原作・腳本 - 赤堀悟、長谷川勝己
- 分鏡 - 西村純二
- 演出 - 山口祐司
- 角色原案 - 西川秀明「連載Dragon junior」（富士見書房刊）
- 角色設計 - 中嶋敦子
- 作畫指導 - 數井浩子、中嶋敦子
- 機械設計 - 青木智由紀
- 動畫製作 - Studio Deen
- 音樂 - 坂本洋
- 製作 - 角川書店、萬代影視
- 發行 - 東映

聲演
- 大矢門斗 - サエキトモ
- 柊六奈 - 堀江由衣
- 柊一郎兵衞 - 千葉繁
- 拜拜 - 水谷優子
- 高力信伯爵 - 井上和彦
- 白芝 - 冰上恭子
- 古歌 - 今井由香
- 竹中忠佐衞門 / 旁白 - 上田祐司
- 極稀並子 - 水谷優子
- 占卜婆婆 - 熊井統子
- ライライ - 鶴野恭子
- 初心 - 金井美香

主題曲
片尾主題曲「遠くへ」
主唱・作詞・作曲：米倉千尋、編曲：勝又隆一
插曲「Just Fly Away」
主唱・作詞・作曲 - 米倉千尋 / 編曲 - 勝又隆一

## 唱片
- 六門天外モンコレナイト　音楽と唄のアルバム MOND SIDE （2000年4月26日發售、King Records）
- 六門天外モンコレナイト　音楽と唄のアルバム COLLECTION SIDE （2000年6月21日發售、King Records）
- 六門天外モンコレナイト　唄のアルバム うたのお部屋 （2000年12月6日發售、King Records）

## 遊戲
- 六門天外モンコレナイトGB（2000年12月1日發售、Gameboy Colour、角川書店）

## 相關商品
小說
六門天外モンコレナイト〈1〉 （富士見Fantasia文庫） 

六門天外モンコレナイト〈2〉ケンカ別れは突然に （富士見Fantasia文庫） 

六門天外モンコレナイト〈3〉Return to myself （富士見Fantasia文庫） 

漫畫
原作：安田均・Group SNE / 作畫：西川秀明。『月刊Dragon Junior』上連載。單行本全4卷。
圖鑑
六門天外モンコレナイトモンスター大図鑑〈1〉 （Dragon Magazine Collection SP）
卡通漫畫
アニメコミック六門天外モンコレナイト〈1〉～〈3〉 （角川Comics Dragon Jr.）
咭牌遊戲
- 六門天外モンコレナイト　オフィシャルカードゲーム （基本套裝 2000年7月1日發售、聖魔大戰 2000年10月1日發售，富士見書房）

集換式咭牌
- トレーディングコレクション 六門天外モンコレナイト（Bandai）

## 播放電視台
| 日本 東京電視網 星期一18:00節目 | 日本 東京電視網 星期一18:00節目 | 日本 東京電視網 星期一18:00節目 |
| ------------------------------- | ------------------------------- | ------------------------------- |
|                                 | 六門天外 2000年1月10日-12月25日 |                                 |
| 微星小超人                      | 爆旋陀螺                        |                                 |

| 無綫電視翡翠台 星期一、三、五17:05-17:35 | 無綫電視翡翠台 星期一、三、五17:05-17:35 | 無綫電視翡翠台 星期一、三、五17:05-17:35 |
| ---------------------------------------- | ---------------------------------------- | ---------------------------------------- |
|                                          | 六門天外 2002年3月13日-7月8日            |                                          |
| 星際漫遊 YAYAYA (第2輯)                  | 咕嚕咕嚕魔法陣Ⅱ                          |                                          |
| 星期一至五15:40-16:10                    |                                          |                                          |
| 勇者警察 (重播)                          | 六門天外（重播） 2003年5月13日-7月29日   | 小魔女DoReMi (重播) 第二輯               |

## 腳註
1. ↑  .   [2015-09-07]. （原始内容存档于2018-10-14）.
2. ↑  .   [2015-09-07]. （原始内容存档于2020-08-09）.

## 外部連結
- AT-X有關本節目的簡介 （页面存档备份，存于）（日語）
- Mon Colle Knights (TV)（動畫）在動畫新聞網百科全書中的資料（英文）（英文）
- .   [2020-04-01]. （原始内容存档于2000-12-03） （日语）.